# 日テレ系秋祭り おもいッきりイイ秋!!みつけた
『日テレ系秋祭り おもいッきりイイ秋!!みつけた』（にってれけいあきまつり おもいッきりイイあきみつけた）は、2007年10月8日に、日本テレビ系列（テレビ宮崎除く）の早朝から午後までのワイド番組を対象とした企画の総称である。
2006年10月9日の第1弾『日テレ系秋まつり』、2007年3月21日の第2弾『日テレ系春まつり』に続く企画の第3弾である。
第2弾の『日テレ系春祭り』までは対象となる番組は5番組だったが、2007年9月で『ザ・ワイド』が終了したため4番組となった。『情報ライブ ミヤネ屋』（読売テレビ制作）は当時日本テレビでは放送されていなかったため対象にならなかった。

## 概要
今回は4番組のアシスタント・サブキャスターである日本テレビアナウンサーの西尾由佳理（『ズームイン!!SUPER』）、葉山エレーヌ（『スッキリ!!』）、宮崎宣子（『ラジかるッ』）、夏目三久（『おもいッきりイイ!!テレビ』）の4人が上野・アメヤ横丁からの中継を担当した。また、各番組からプレゼントを出し、日テレ公式サイト・携帯サイトの特設ページからのプレゼント応募を募った。
なおこの日、日本テレビ以外の一部地方局で『ズームイン!!SUPER』（天気終了後）と『スッキリ!!』（「スッキリ!!BOX」終了後）において、エンディングの1分間が放送されずに、番組宣伝などに差し替えられる事象が発生した。該当地域が日本テレビと後続番組が異なるために行われた措置と思われ、これはTBSテレビの『みのもんたの朝ズバッ!』でも見られる。『スッキリ!!』のエンディングでは後続の『ラジかるッ』が関東地区のみ放送のため、日本テレビ以外の局では差し替えが行われたが、『ズームイン!!SUPER』のエンディングでは、後続の『スッキリ!!』を放送するにもかかわらず、誤って差し替えを行ったネット局もあった（青森放送など）。

## 第1部 ズームイン!!SUPER
『ズームイン!!SUPER』（5:20 - 8:00）
- 出演：羽鳥慎一
  - ネットなし：テレビ宮崎（『めざましテレビ』ネットのため）
  - 一部時間帯ネットなし:
    - 札幌テレビ（『朝6生ワイド』放送のため）
    - 中京テレビ（『おめざめワイド』放送のため）
    - 山口放送（『KRYさわやかモーニング』放送のため）
    - 四国放送（『あさ6・30』、『おはようとくしま』放送のため）
- 「あかさたな占い」コーナーにおいてアメ横から西尾由佳理が3人の女性アナウンサーとともに歌に合わせて踊っている。

## 第2部 スッキリ!!
『スッキリ!!』（8:00 - 9:55）
- 出演：加藤浩次、テリー伊藤
- ネットなし
  - テレビ大分、テレビ宮崎（『情報プレゼンター とくダネ!』ネットのため。）
  - 山梨放送、北日本放送、福井放送、四国放送、高知放送（『スーパーモーニング』ネットのため。）

## 第3部 ラジかるッ
『ラジかるッ』（9:55 - 11:25）
- 出演：中山秀征、賀集利樹（宮崎宣子の代理として八田亜矢子と大沢あかねがMCを務めた）
  - ネットなし：日本テレビ以外全て（関東ローカル番組のため）。
- 「レイザーラモンHGのハードなクッキング」をアメ横から放送（羽鳥慎一も登場）。
- 「ラジかるッセンター試験」に4人の女性アナウンサーが参加。宮崎だけが間違いという結果となった（西尾と夏目も漢字で書いた答えが間違っていた）。

## 第4部 おもいッきりイイ!!テレビ
『おもいッきりイイ!!テレビ』（11:55 - 13:55）
- 出演：みのもんた
  - ネットなし：テレビ大分、テレビ宮崎（両局とも『笑っていいとも!』ネットのため）
- 『スッキリ!!』から加藤浩次、『ラジかるッ』から中山秀征がゲストとして登場。
- 「あんたたち邪魔だよッ!（－－〆）ランチいきなり中継」を従来の森圭介（放送当日はスタジオ当番）に代わり、5人のアナウンサーで行った（複数人での中継だったため、タイトルは「あんた『たち』」になっている）。
  - このコーナーにおいては、普段の放送でアシスタントを務めている夏目三久がコーナー司会を担当したが、この際に夏目アナ自身がインタビュー相手の顔をボードで隠すといったハプニングも見られた（このシーンにおいてはスタジオのみのもんたをはじめ加藤や中山から「初歩的なミスだ!!」と指摘されるが、代わりにスタジオにいた森からは「（夏目自身が日テレアナウンサー1年目でデビューして間もなかったため）新人ですから大目に見てあげて下さい」とフォローされていた）。なお、この模様は2009年3月27日の『おもいッきりイイ!!テレビ』最終回の「今日は何の日」でも放送された。
- 通常であればこの日の曜日パートナーは眞鍋かをりが担当する筈であったが、眞鍋は直後の午後2時より読売テレビ制作の特別番組に生出演するため、代理として通常は木曜パートナーである大沢あかねが務めた。大沢はこの日の『ラジかるッ』においても宮崎宣子に代わりMCを務めている。
- 番組最後では、プレゼント抽選をパソコンを用いて行った。

## スタッフ
- 総合演出：佐藤一

## 関連番組
- 日テレ系生放送の人気司会者大集合 番組対抗2007 まちがいだらけのニュース検定（2007年12月22日19:00-20:54放送）
- 日テレ系女たちの秋祭り（2008年10月13日放送）